# Pieńki Dubidzkie (przystanek kolejowy)
Pieńki Dubidzkie – przystanek kolejowy w Pieńkach Dubidzkich (powiat pajęczański). Na przystanku zatrzymują się tylko pociągi osobowe.

## Połączenia
- Zduńska Wola
- Chorzew Siemkowice
- Częstochowa